# Karl von Sande
Karl von Sande (* 24. September 1877 in Königssteele; † 15. März 1951) war ein deutscher Tierarzt und Bakteriologe.

## Leben
Geboren als Sohn eines hannoverschen Fabrikanten studierte Karl von Sande seit dem Sommersemester 1895 an der Tierärztlichen Hochschule Hannover. Er wurde Mitglied des Corps Normannia Hannover. 1900 erhielt er in Berlin die tierärztliche Approbation. Nach einem kurzen Assistenz-Volontariat am Berliner Schlachthof wurde er Assistent an der Tierärztlichen Hochschule Berlin und Assistent an der Rotlauf-Impfanstalt in Prenzlau. 1902 wurde er Leiter des Pharmazeutischen Institut L. W. Gans in Frankfurt am Main und ab 1912 in Oberursel. Im Ersten Weltkrieg mit dem Verdienstkreuz für Kriegshilfe ausgezeichnet, wechselte er im März 1919 als Abteilungsleiter zum Bakteriologischen und Serum-Institut Dr. Schreiber GmbH in Landsberg an der Warthe, dessen Direktor er 1940 wurde. Nach dem Zweiten Weltkrieg war er Tierarzt am Tierseuchenamt Rostock.

## Schriften
- Intrauterine Infektionen, 1922